# Strigoptera pulchra
Strigoptera pulchra es una especie de escarabajo joya del género Strigoptera, de la subfamilia Polycestinae, orden Coleoptera.

## Distribución
Se distribuye por la región indomalaya.

## Taxonomía
Fue descrita por Waterhouse en 1904.